# محمد عارف جميل المباركفوري
محمد عارف جميل القاسمي المباركفوري (من مواليد 10 مارس 1971)، هو عالم مسلم هندي وكاتب باللغتين العربية والأردية. يعمل أستاذًا للغة العربية وآدابها في دار العلوم ديوبند، وهو حالياً رئيس تحرير مجلة الداعي الشهرية العربية.
تخرج من إحياء العلوم مباركفور، ودار العلوم ديوبند، والجامعة الإسلامية بالمدينة المنورة، وجامعة الملك سعود. من أعماله: المعتصر من آثار السنن و إعلاء السنن، والبدهيات في القرآن الكريم، والجمع بين الروايتين لموطإ الإمام مالك، وموسوعة علماء ديوبند، والزينة في الإسلام.

## ولادته ونشأته
ولد محمد عارف جميل القاسمي المباركفوري في 10 مارس 1971 في مباركفور، أعظم جراه، في ولاية أترا براديش الهندية. والده جميل أحمد القاسمي المباركفوري (توفي 2018 ) كان من خريجي دار العلوم ديوبند ومن تلامذة فخر الدين أحمد المراد آبادي. من بين تلاميذ والده: إعجاز أحمد الأعظمي، وأبو بكر الغازيفوري، ونسيم أحمد البارابنكوي.
تخرج من إحياء العلوم في مباركفور عام 1407 هـ (1987 م)، ثم التحق بدار العلوم ديوبند و تخرج في الحديث عام 1409هـ (1989م) حيث درس صحيح البخاري على نصیر أحمد خان البلند شهري. وأكمل دراسته في الأدب العربي منها عام 1410 هـ (1990 م).
حصل على درجة الليسانس في الشريعة الإسلامية منالجامعة الإسلامية بالمدينة المنورة عام 1414-15 هـ (1994-95 م)، كما حاز على الدبلوم العالي في تعليم اللغة العربية من جامعة الملك سعود بالرياض عام 1423-24 هـ (2002-03 م).
وفي عام 1416 هـ (1995 م) حصل على شهادة التفوق والنبوغ الدراسي من أمير المدينة المنورة.

## حياته العلمية
بعد تخرجه من دار العلوم ديوبند، عمل المباركفوري كمدرس مساعد بها من عام 1411 إلى 1412 هـ (1991 إلى 1992 م). ثم عُين مدرساً في دار العلوم ديوبند لأول مرة عام 1417 هـ (1996 م)، وبقي بها حتى عام 1418 هـ (1997 م).
عمل مترجماً في النيابة العامة، بالشارقة، لمدة ثلاث سنوات ونصف تقريباً حتى عام 1998. وعمل أستاذاً للغة العربية والحديث الشريف في الجامعة العربية إحياء العلوم بمباركفور لمدة خمس سنوات تقريباً. ثم عُين أستاذاً في دار العلوم ديوبند عام 1431 هـ (2010 م)، ورُقي إلى مرتبة عالية في عام 1441 هـ (2020 م).
وهو كاتب باللغتين العربية والأردية، وتلميذ بارز لنور عالم خليل الأميني. ولا تزال مقالاته تُنشر في المجلات العربية والأردية الشهيرة مثل البعث الإسلامي، والداعي، ودار العلوم، ومعارف أعظم جراه.
وفي جمادى الأولى 1435 هـ (يونيو 2014 م)، تم تعيينه مساعداً لتحرير مجلة الداعي بناء على توصية أستاذه ومحرر المجلة الأميني. و بعد وفاة أستاذه، رُقي من مساعد التحرير إلى رئيس تحرير المجلة.
وهو يقوم بترجمة التفسير العثماني لشبير أحمد العثماني بالتقسيط عبر عمود "الداعي الفكر الإسلامي". وبتكليف من مجمع الفقه الإسلامي بالهند، قام بترجمة حوالي أربعة آلاف صفحة من الموسوعة الفقهية إلى اللغة الأردية. كما بدأ الترجمة العربية للنسخة الأردية من تاريخ دار العلوم ديوبند للسيد محبوب الرضوي، والتي لا تزال قيد التقدم بناءً على نصيحة أستاذه الأميني.

## مؤلفاته وأعماله
من أعمال المباركفوري باللغة الأردية والعربية، بالإضافة إلى ترجماته بين هاتين اللغتين:
- المعتصر من آثار السنن و إعلاء السنن (بالعربية)
- بدیہیات قرآن کریم (بالأردية)
- البدهيات في القرآن الكريم (بالعربية)
- نوجوان: مسائل، مشکلات، تجزیہ اور حل (الترجمة الأردية للكتاب العربي "الشباب: مشكلات وحلول".)
- موسوعة علماء ديوبند (بالعربية)
- لمحات عن الجامعة الإسلامية: دار العلوم ديوبند (بالعربية)
- الجامعة الإسلامية: دار العلوم ديوبند كما يراها الشخصيات السعودية (بالعربية)
- تسهيل المعتصر (نسخة ميسرة من كتابه المعتصر باللغة الأردية)
- زیب و زینت کے شرعی احکام (بالأردية؛ أحكام الزينة في الشرعية)
- الزينة في الإسلام (بالعربية)
- صحابۂ کرام اسلام کی نظر میں (الترجمة الأردية للكتاب العربي "الصحابة ومكانتهم في الإسلام" لنور عالم خليل الأميني)
- مسجد نبوی میں تراویح عہد بہ عہد (الترجمة الأردية للكتاب العربي "التراويح أكثر من ألف عام في مسجد النبي عليه الصلاة والسلام" لعطية محمد سالم)
- الإمامة و الخلافة (تعريب كتاب "الإمامة والخلافة" لعبد الشكور اللكنوي.)
- الإمام محمد قاسم النانوتوي كما رأيته (تعريب كتاب "حالات طیب جناب مولوی محمد قاسم صاحب مرحوم" لمحمد يعقوب النانوتوي)
- مراقی الفلاح (الترجمة الأردية لكتاب "مراقي الفلاح" للشرنبلالي.)
- الفتنة الدجالية وملامحها البارزة وإشاراتها في سورة الكهف (تعريب كتاب "سورۂ کہف کی تفسیر کے تناظر میں دجالی فتنہ کے نمایاں خدوخال [تذکیر بسورۃ الکہف]" لمناظر أحسن الكيلاني)
- سلفیت ایک جائزہ (الترجمة الأردية لكتاب "السلفية مرحلة زمنية مباركة لا مذهب إسلامى" لسعيد رمضان البوطي)
- العصيدة السماوية شرح العقيدة الطحاوية (تعریب كتاب "العصیدۃ السماویة شرح العقیدۃ الطحاویة" لمفتي رضاء الحق في مجلدين.)
- الدرۃ الفُردۃ شرح قصیدۃ البردۃ (تعريب كتاب "الدرۃ الفردۃ شرح قصیدۃ البردۃ" لمفتي رضاء الحق في مجلدين.)

## القراءة المُوسَّعة
- عربي، ذكر الله (2019). مساهمة دار العلوم بديوبند في الصحافة العربية بالإشارة الخاصة إلى "مجلة الداعي" مع الكشاف الجامع للمجلة من تأسيسها إلى عام ٢٠١٣م (دكتوراه thesis). حيدرآباد، الهند: كلية اللغات وعلم اللغة والدراسات الهندية، جامعة مولانا آزاد الوطنية الأردية. ص. 59–62. hdl:10603/337869. مؤرشف من الأصل في 2023-11-26. اطلع عليه بتاريخ 2024-12-24.